# Садки (Красносулинський район)
Садки — хутір, адміністративний центр Садковського сільського поселення Красносулинського районіу Ростовської області.
Населення - 1863 особи (2010 рік).

## Географія
Садки положені над річкою Садки при її впливі справа до річки Кундрюча; за 68 км на схід від міста Красний Сулин.

## Історія
Перші відомості про існування Садків відносяться до 1749 року, коли вона належала старшині Федору Краснощекову. На 1767 рік тут було 4 двори, 28 українців (22 чоловіки й 6 жінок).
Раніше тут розташовувалася слобода Садки, що належала Краснощековим.
У слободі Садки з 1835 року існував дерев'яний, в ім'я Воскресіння Господнього, однопрестольний, молитовний будинок.
Селяни цієї слободи у 1862 році були переселені на річку Міус, а слободу почали заселяти донськими козаками.
За переписом 1873 року Садковсько-Миколаївський хутір відносився до Новочеркаського юрту був положений над річкою Садки за 65 верст від Новочеркаська й за 30 верст від станції Грушівські шахти (тепер у місті Шахти); 194 садиб, 1360 осіб (702 чоловіків й 658 жінок).
1875 року згорів молитовний будинок й замість нього у 1877 році зведена нова, дерев'яна, в ім'я Різдва Пресвятої Богородиці, однопрестольна церква.
Церква відносилася до Александровсько-Грушівського благочиння Донської єпархії. 
На мапі 1903 року Черкаського округу Області Війська Донського іменується Миколаївсько-Садковським хутором.
Згідно з переліком «Козацьких населених пунктів у 1918 року» відносився до Новочеркаського юрту й іменувався Садковсько-Миколаївський хутір.
У 1915 році на хуторі було 517 дворів, 1600 чоловіків, 1503 жінок. Крім церкви, на хуторі було хуторське правління, парафіяльне училище, церковно-парафіяльна школа.

## Історичні документи
У ДАРО зберігаються книги Різдво-Богородицької церкви х. Садковсько-Миколаївського за наступні роки: 1850—1851, 1853—1869, 1871, 1874, 1883. Усього 22 метричні книги. Крім того, є на зберіганні клірові відомості церков Александровсько-Грушевського благочиння за різні роки. З цих документів можна почерпнути дані про будівництво церкви, про її священнослужителів, про те, хто займав виборні посади церковного старости й проскури.
У географічному каталозі ДАРО є посилання на такі справи, щодо хутора:
Ф. 301 Оп.8 Д. 1087 Справа про відкриття повного селищного управління в хуторі Садковсько-Миколаївському 2-ї Новочеркаської станиці, 108 дворів, 1882 рік.
Ф. 341 Оп.1 Д. 50 Справу про відвід землі старшини П. Краснощекову на правій стороні р. Грушівці й переведення туди селян, 1805 рік.

## Соціальна сфера
МБОЗ Садківський ЗОШ, дитячий садок № 10 «Попелюшка», Будинок культури, Садківська дільнична лікарня.

## Господарство
- На території хутора розташовано ВАТ «Каскад», — розробка піщаних й гравійних кар'єрів.
- 15 малих підприємств, в тому числі магазини «Садко», «Фортуна», кафе-бар «Фаворит».

## Релігійні установи
Храм РПЦ Різдва Пресвятої Богородиці.
- Павлов, Петро Андрійович — гвардії старшина.
- Чистов, Іван Якимович — Герой Радянського Союзу.
- Полтавський, Іван Іванович — Герой Соціалістичної Праці.
- Ткачова, Марія Єгорівна — Заслужений працівник культури РРФСР.